# Burg Flossenbürg
Die Burg Flossenbürg ist eine ehemalige hochmittelalterliche Adelsburg, die sich hoch über der oberpfälzischen Gemeinde Flossenbürg im Landkreis Neustadt an der Waldnaab in Bayern auf einem nackten Granitfelsen erhebt. Sie ist unter der Aktennummer D-3-74-122-5 als Baudenkmal von Flossenbürg. „Archäologische Befunde und Funde im Bereich der mittelalterlichen Burg Flossenbürg“ werden zudem als Bodendenkmal unter der Aktennummer D-3-6240-0003 geführt.
Die Burgruine der Gipfelburg ist jederzeit frei zugänglich.

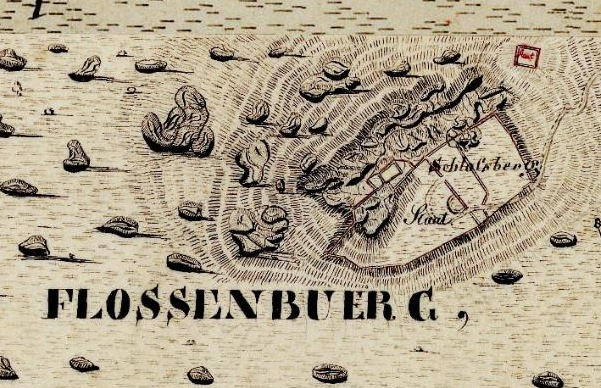
Lageplan der Burg Flossenbürg auf dem Urkataster von Bayern

## Geographische Lage
Die Burgruine liegt unmittelbar nordwestlich der Ortschaft Flossenbürg auf dem höchsten Punkt des 732 Meter hohen Flossenbürger Schlossberges, etwa 13 Kilometer östlich von Neustadt an der Waldnaab im Oberpfälzer Wald.
Sie teilt sich in eine Hauptburg auf dem felsigen Gipfel und eine große Vorburg, die sich südöstlich unterhalb des Gipfels befindet.
Die Ruine liegt innerhalb des Naturschutzgebiets „Schlossberg Flossenbürg“. In der Nähe befinden sich die Ruine der Burg Schellenberg in östlicher Richtung, nordwestlich der Burgstall Haselstein und südlich die Burgruine Leuchtenberg.

## Geschichte der Burg

Darstellung der Burg um das Jahr 1600

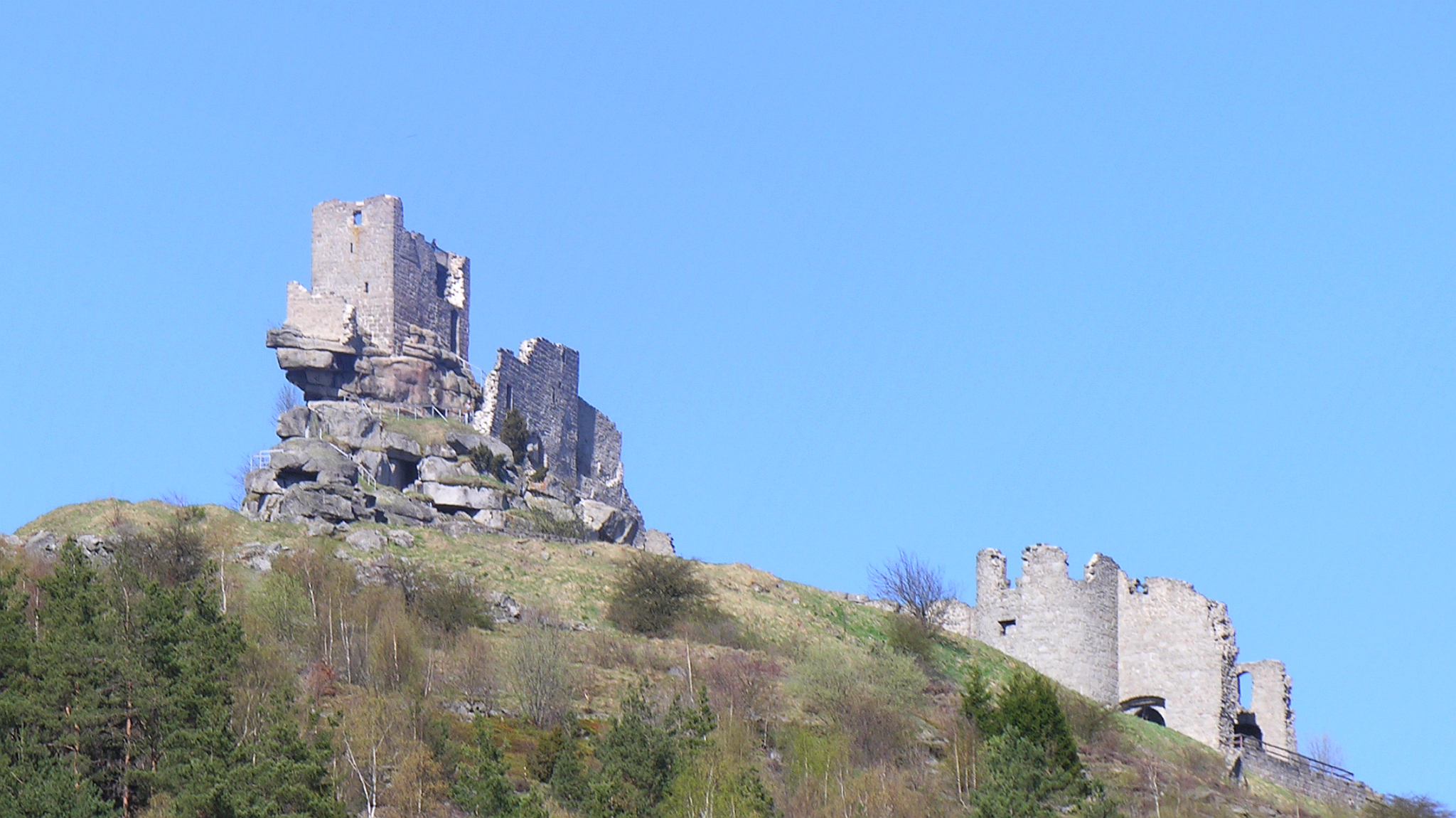
Der Schlossberg mit der Ruine Burg Flossenbürg

Die Burg wurde um 1100 durch Graf Berengar von Sulzbach gegründet und bestand anfänglich nur aus einem Wohnturm mit einer hohen Ringmauer, dem sogenannten „Hohen Mantel“. Im 13. Jahrhundert kam der vorgelagerte Bergfried dazu, die Toranlagen stammen aus dem 16. Jahrhundert.
Im Lauf der Jahrhunderte wechselte die Burg mehrmals die Besitzer. Die bekanntesten Eigentümer waren Kaiser Friedrich Barbarossa, die Herzöge von Bayern, die böhmischen Könige und die Leuchtenberger.
Nach dem Tod des letzten Staufers Konradin 1268 kommt die Burg an Niederbayern. Ludwig der Bayer verpfändet sie 1314 an den böhmischen König Johann, um sich seine Unterstützung bei der Königswahl zu sichern. 1366 richtet dessen Sohn Karl IV. ein Amt und Gericht ein und stationiert 8 Burgmannen. 1379 landen Markt und Burg Floss wieder bei den Wittelsbachern und wechseln in der Folge zwischen verschiedenen Linien des Hauses. Die Burg war zu diesem Zeitpunkt strategisch längst ohne Bedeutung.
Im Dreißigjährigen Krieg wurde 1634 die Burganlage durch die Soldaten des Bernhard von Sachsen-Weimar bei deren Abzug in Brand gesetzt. Fortan verlor die Burg zunehmend an Bedeutung und diente dem Umland als willkommene Quelle für Baumaterial. So verfiel die Burganlage im Lauf der Jahre.
Heute sind nur noch Ruinen der Burg erhalten. In den 1980er Jahren wurde damit begonnen, die Überreste systematisch zu konservieren. Bei den Restaurierungs- und Ausgrabungsarbeiten wurden Funde von wissenschaftlichem Interesse gemacht, z. B. ein Kellergewölbe und die Überreste eines Backofens.
Die Burgruine ist ein bekanntes und beliebtes Ausflugsziel, vor allem wegen der hervorragenden Aussicht vom Turm. Zum Schutz der umliegenden Buchenwälder mit Edellaubbäumen auf den Fels- und Blockböden wurde 1992 das 21,2 Hektar große Naturwaldreservat Schlosshänge ausgewiesen. Unterhalb der Burg wurden bis in die 1960er Jahre Steinbrüche betrieben, um den dort anstehenden Granit zu brechen.
Von 1938 bis 1945 existierte östlich der Burg das KZ Flossenbürg, in dem Flossenbürger Granit unter unmenschlichen Arbeits- und Lebensbedingungen am Wurmstein abgebaut wurde. Auf dem Lagergelände befindet sich heute eine Gedenkstätte.

## Naturschutz
Das etwa 16,5 ha große Naturschutzgebiet Schlossberg Flossenbürg umfasst die steil aufragende Granitkuppe mit seiner Burgruine. Durch früheren Gesteinsabbau wurde hier die sehr seltene zwiebelschalenförmige Granitschichtung aufgedeckt und stellt heute zusammen mit der Burgruine ein weithin sichtbares Wahrzeichen des Oberpfälzer Waldes dar.
Das Naturschutzgebiet wurde am 2. März 1939 und am 5. Januar 1952 sowie am 24. November 1976 mit geänderter Verordnung erneut ausgewiesen.

## Geotop

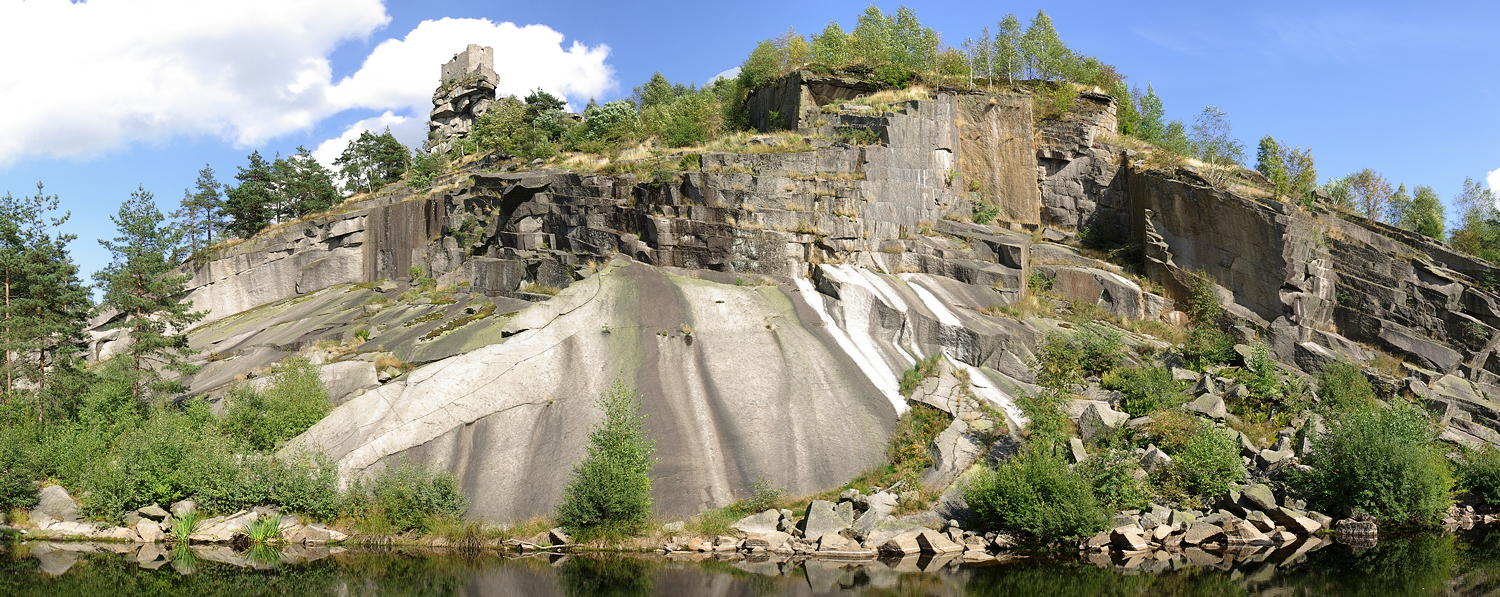
Schalendom aus Flossenbürger Granit am Schlossberg

Aufgrund der kuppelartigen Form und der markanten Absonderung des Gesteins gehört der Schlossberg Flossenbürg zu den bekanntesten Granitfelsen der Oberpfalz. Vor allem im Gipfelbereich und auf der Westseite des Berges zeigt sich die auffällige, zwiebelschalige Bankung, die vermutlich durch Druckentlastung entstanden ist. Der Schlossberg ist vom Bayerischen Landesamt für Umwelt als Geotop 374A009 ausgewiesen und mit dem offiziellen Gütesiegel „Bayerns schönste Geotope“ ausgezeichnet worden. Siehe auch Liste der Geotope im Landkreis Neustadt an der Waldnaab.

## Bilder

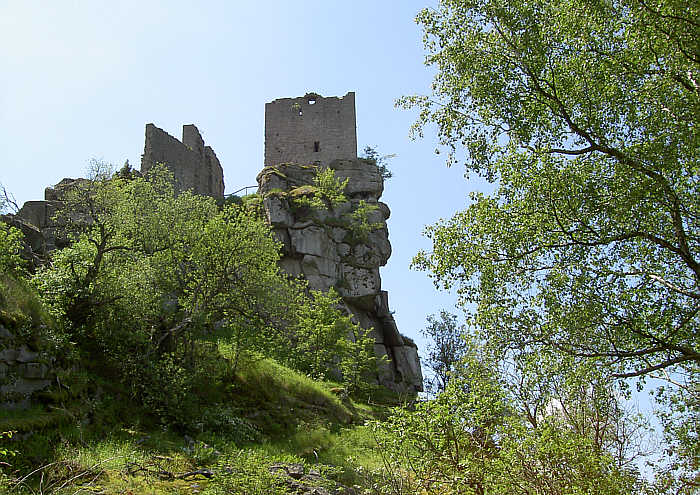
Wohnturm der Ruine Flossenbürg aus östlicher Richtung.
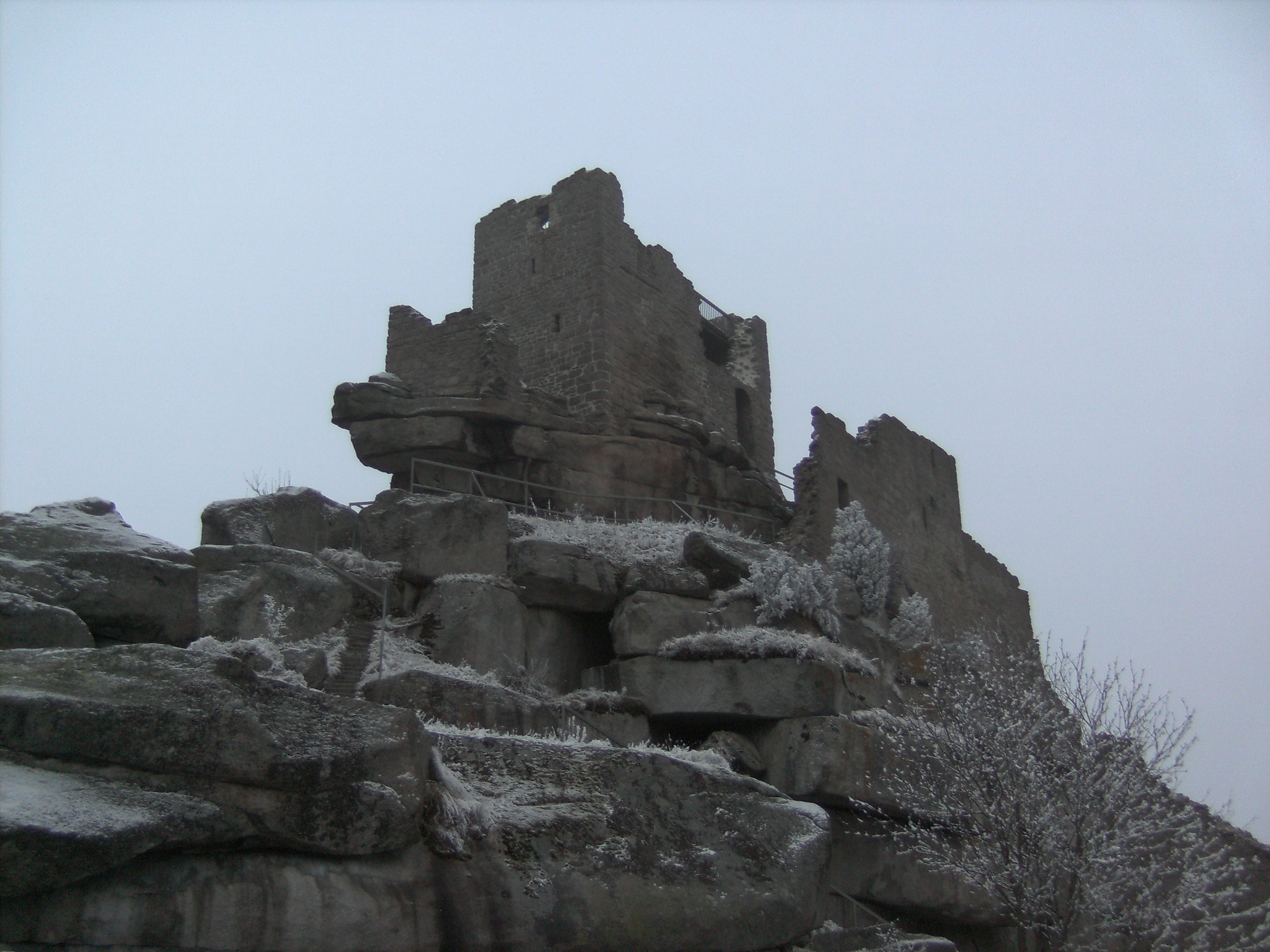
Festes Haus vom Burghof aus gesehen.
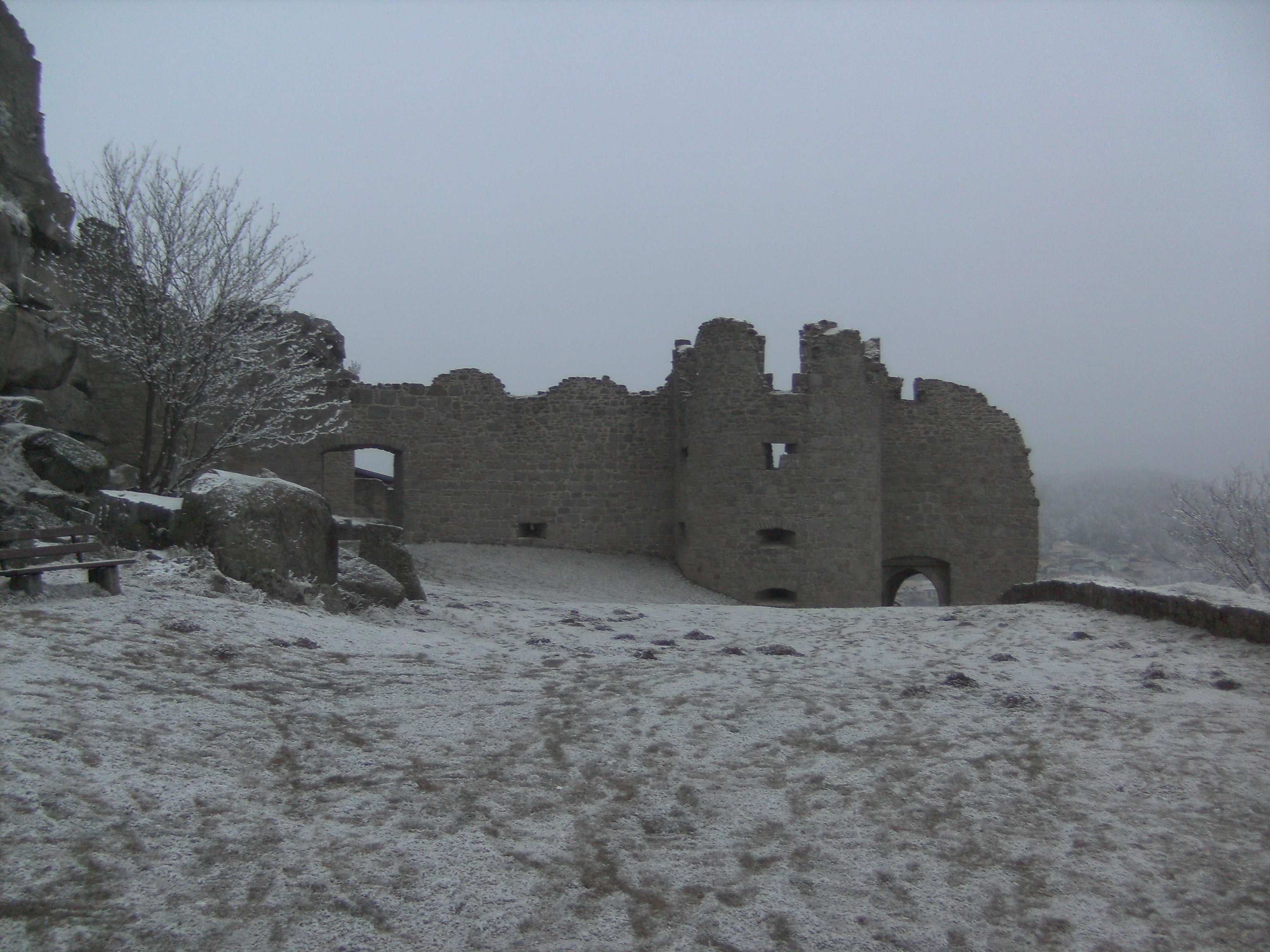
Der Batterieturm vom Burghof aus gesehen.
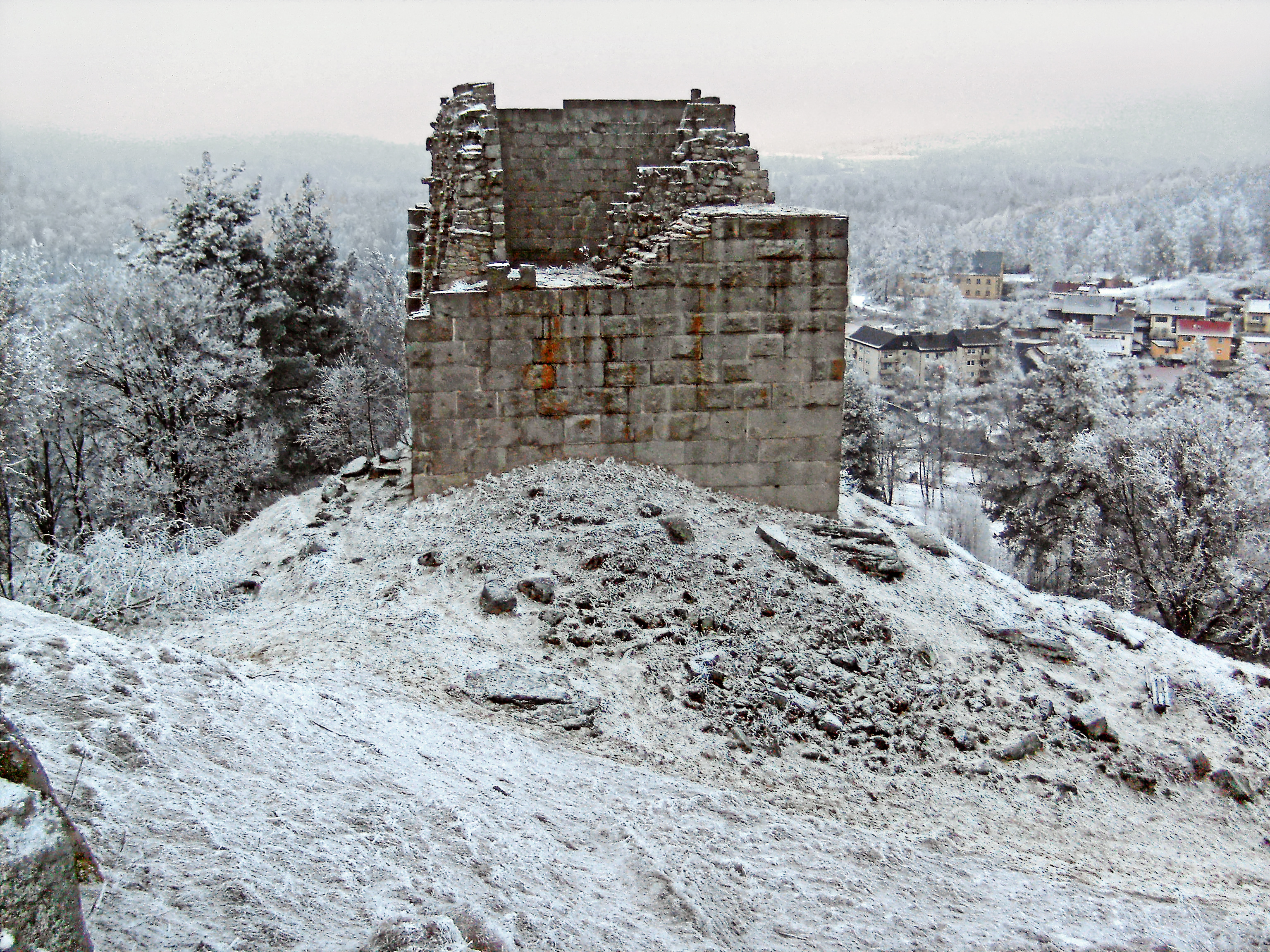
Der vorgelagerte Wehrturm von der Mauer der Burg aus.
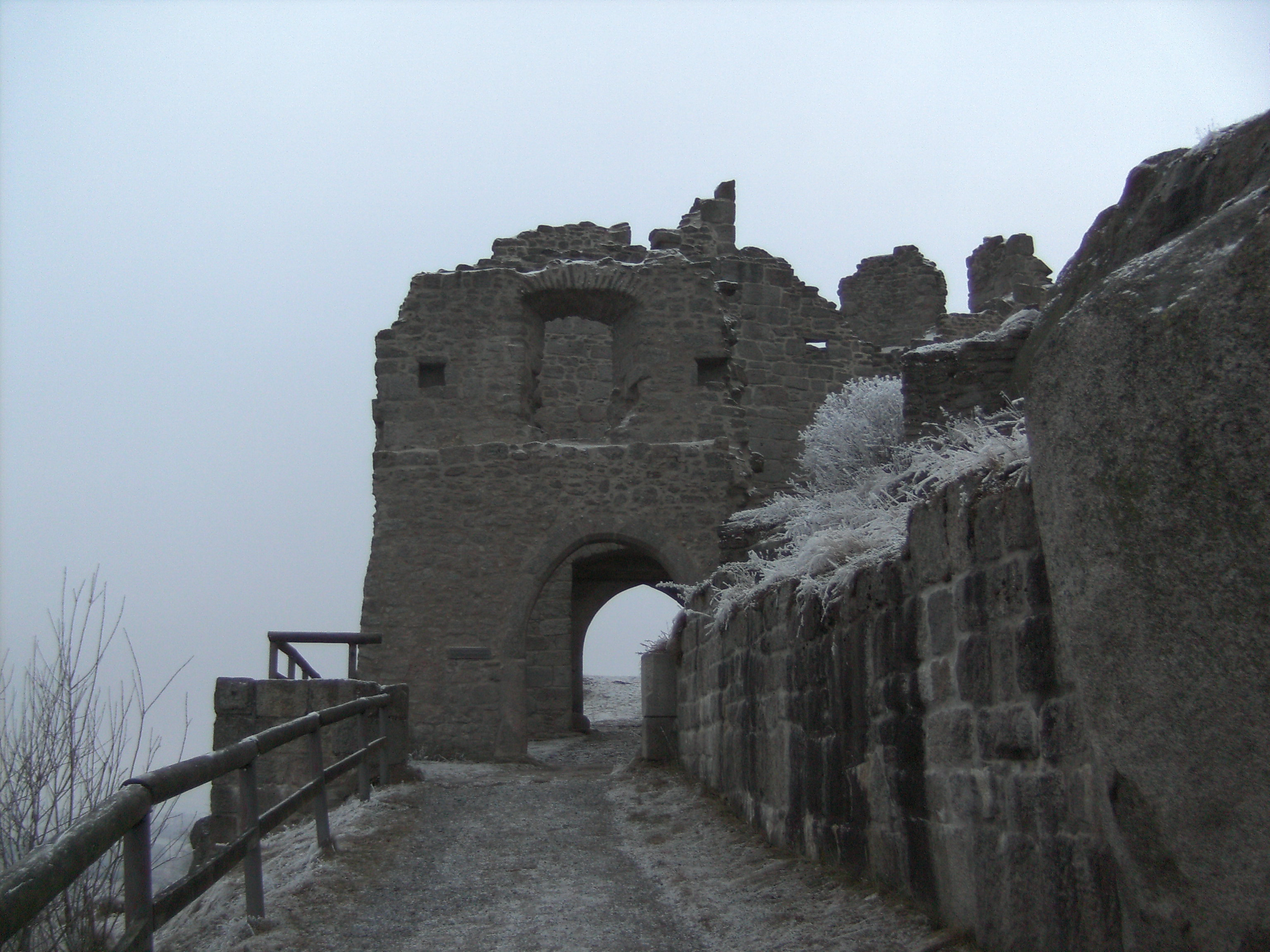
Torhaus, sichtbar sind die mehrfachen Torbögen.